# Achyrocalyx
Genre
Classification APG III (2009)
Achyrocalyx est un genre de plantes à fleurs de la famille des Acanthacées. Ce sont des plantes vivaces originaires de Madagascar.

## Espèces
- Achyrocalyx decaryi  Benoist
- Achyrocalyx gossypinus  Benoist
- Achyrocalyx pungens  Benoist
- Achyrocalyx vicinus  Benoist